# Vabre
Vabre ist ein Ort und eine südfranzösische Gemeinde mit 716 Einwohnern (Stand: 1. Januar 2022) im Département Tarn in der Region Okzitanien. Die Gemeinde gehört zum Arrondissement Castres und zum Kanton Les Hautes Terres d’Oc (bis 2015: Kanton Vabre).

## Lage
Vabre liegt in der Kulturlandschaft des Albigeois etwa 17 Kilometer nordöstlich von Castres und etwa 34 Kilometer südöstlich von Albi am Fluss Gijou und seinem Zufluss Bertou. An der nördlichen Gemeindegrenze verläuft der Aze. Umgeben wird Vabre von den Nachbargemeinden Saint-Pierre-de-Trivisy im Norden, Lacaze im Nordosten, Fontrieu im Süden und Osten, Le Bez im Süden, Lacrouzette im Südwesten sowie Montredon-Labessonnié im Westen.

## Geschichte
Während der Zeit der Reformation wurde Vabre protestantisch und der Protestantismus konnte sich dort auch in den Jahren der Verfolgung und Unterdrückung nach dem Edikt von Nantes 1685 zum großen Teil im Geheimen halten. Nach der Einführung der Religionsfreiheit in Folge der Französischen Revolution konnten die Bewohner ihren Glauben wieder offen leben. Ab 1804 wurde der Temple protestant (Monument historique seit dem 20. Mai 2015) erbaut. Noch bis Mitte des 20. Jahrhunderts war die Bevölkerung mehrheitlich protestantisch. Während des Zweiten Weltkriegs war Vabre ein Zentrum der französischen Résistance. Die Bewohner nahmen etwa 100 jüdische Flüchtlinge aus Nordfrankreich bei sich auf, versteckten diese und leisteten Widerstand gegen das Vichy-Regime bzw. die deutschen Besatzer. Im Jahr 2015 erhielt Vabre von der Gedenkstätte Yad Vashem den Ehrentitel „Dorf der Gerechten unter den Gerechten“.

## Bevölkerungsentwicklung
| Jahr                      | 1962 | 1968 | 1975 | 1982 | 1990 | 1999 | 2006 | 2013 |
| Einwohner                 | 1415 | 1285 | 1119 | 1062 | 927  | 810  | 832  | 803  |
| Quelle: Cassini und INSEE |      |      |      |      |      |      |      |      |

## Sehenswürdigkeiten
- Kirche Sainte-Anne aus dem 19. Jahrhundert
- alte Befestigungsanlagen Tor mit Beffroi
- Museum des Protestantismus im Haut-Languedoc

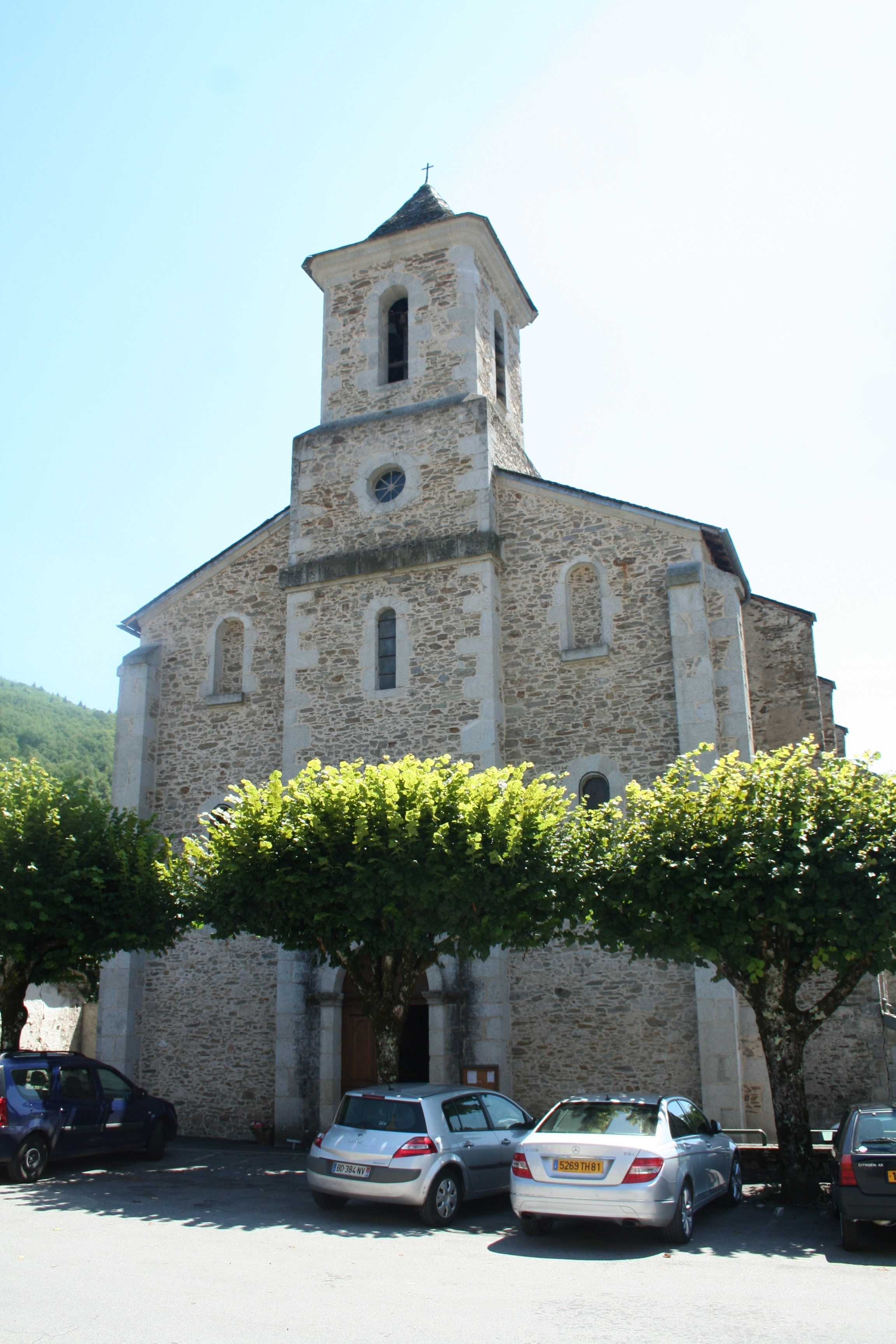
Kirche Sainte-Anne
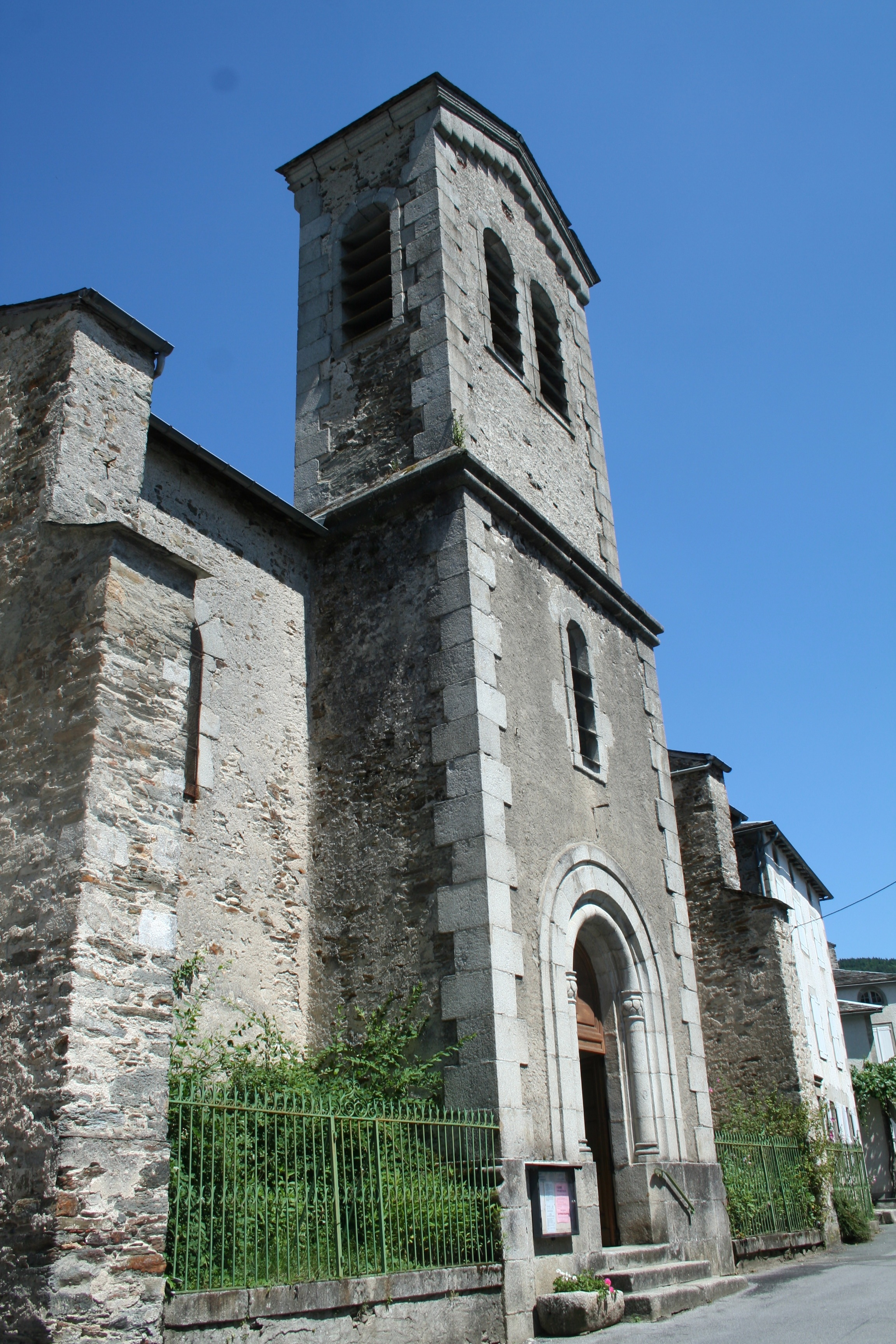
Protestantische Kirche von 1804
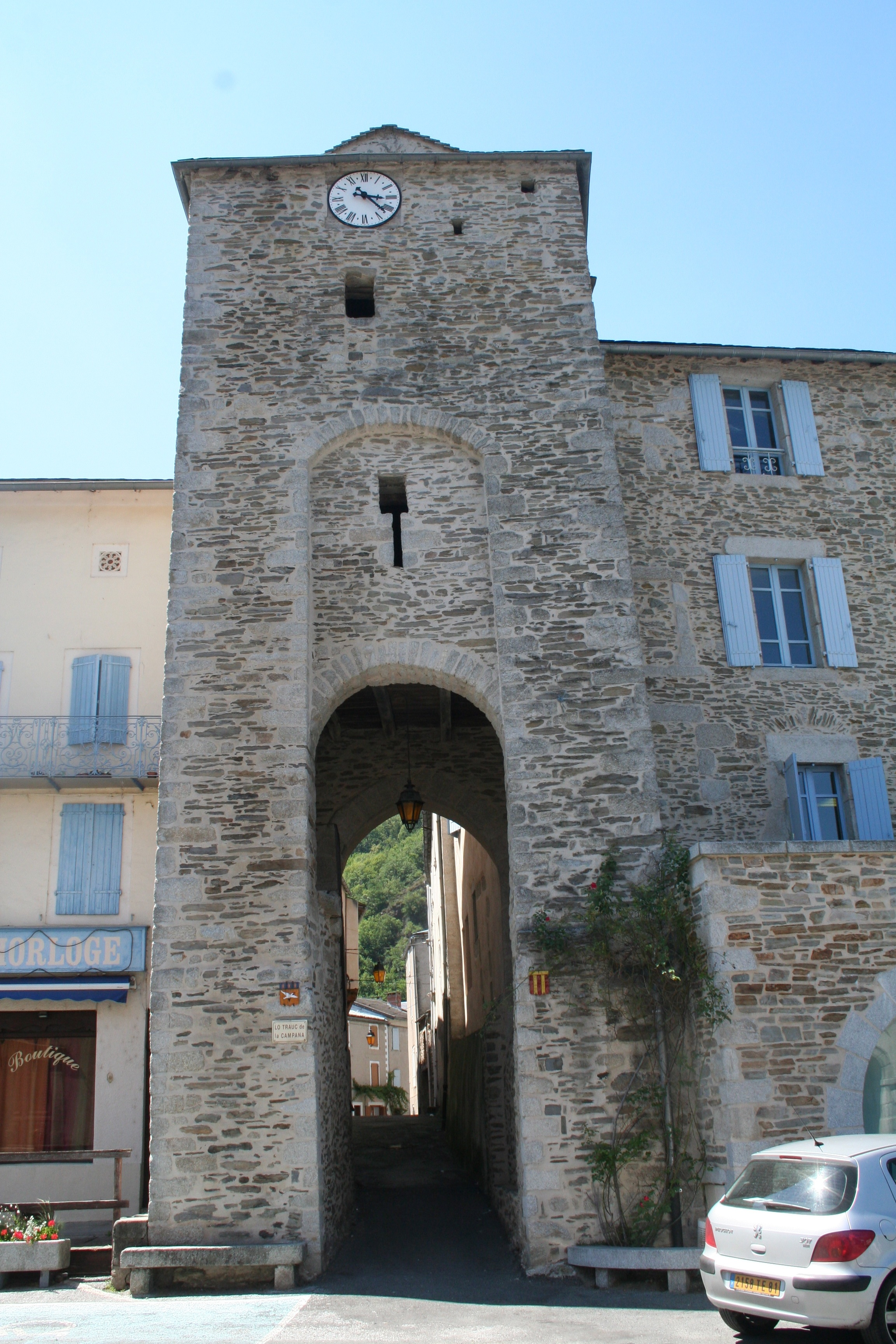
Ortsbefestigung mit Beffroi

## Persönlichkeiten
- Hélène Balfet (1922–2001), Ethnologin